# Rudajmat al-Liwa
Rudajmat al-Liwa (arab. رضيمة اللواء) – miejscowość w Syrii, w muhafazie As-Suwajda. W 2004 roku liczyła 1001 mieszkańców.